# جرير
أَبُو حَزْرَةَ جَرِيرُ بْنُ عَطِيَّةَ اَلْخَطَفَيُّ اَلْكَلْبِيُّ اَلْيَرْبُوعِيُّ اَلتَّمِيمِيُّ اَلْبَصْرِيُّ (33 هـ - 110 هـ/ 653 - 728 م) من أشهر شعراء العرب في فن الهجاء وكان بارعًا في المدح أيضًا. كان جرير أشعر أهل عصره، ولد ومات في نجد، وعاش عمره كله يناضل شعراء زمانه ويساجلهم فلم يثبت أمامه غير الفرزدق والأخطل. بدأ حياته الشعرية بنقائض ضد شعراء محليين ثم تحول إلى الفرزدق «ولج الهجاء بينهما نحوا من أربعين سنة» وإن شمل بهجائه أغلب شعراء زمانه  مدح بني أمية ولازم الحجاج زهاء العشرين سنة. وصلت أخباره وأشعاره الآفاق وهو لا يزال حيا، واشتغلت مصنفات النقد والأدب به. اقترن ذكره بالفرزدق والأخطل.

## ٱسْمُهُ وَنَسَبُهُ
هو أَبُو حَزْرَةَ جَرِيرُ بْنُ عَطِيَّةَ بْنِ حُذَيْفَةَ (اَلْخَطَفَىٰ) بْنِ بَدْرِ بْنِ سَلَمَةَ بْنِ عَوْفِ بنِ كُلَيْبِ بنِ يَرْبُوعِ بْنِ حَنْظَلَةَ بْنِ مَالِكِ بْنِ زَيْدِ مَنَاةَ بنِ تَمِيمِ بنُ مُرِّ بنِ أُدِّ بْنِ طَابِخَةَ بْنِ إِلْيَاسَ بْنِ مُضَرَ بْنِ نِزَارِ بْنِ مَعَدِّ بْنِ عَدْنَانَ اَلْخَطَفِيُّ اَلْكَلْبِيُّ اَلْيَرْبُوعِيُّ اَلتَّمِيمِيُّ اَلْبَصْرِيُّ.

## نشأة جرير
كان له نسب كريم، مع أن والده كان على قدر كبير من الفقر، ولكن جده حذيفة بن بدر الملقب بالخطفي كان يملك قطيعا كبيراً من الإبل والغنم وكان ينظم الشعر وكذلك كانت أمه.
عندما ولد جرير وضعته أمه لسبعة أشهر من حملها، ورأت رؤيا مفزغة فذهبت إلى العراف حتى يفسر الرؤيا فعادت تقول:
نشأ جرير في بادية نجد وعاش فيها، وتعلم الشعر مبكرًا على لسان جده حذيفة بن بدر، وقد نشأ في العصر الأموي الذي تعددت فيه الأحزاب فكان لكل حزب شعراؤه الذين يتحدثون باسمه ويذودون عنه.
وكان على جرير أن يذود عن شرف وكرامة قبيلته فاضطر أن يفني عمره في مصارعة الشعراء وهجائهم حتى قيل أنه هجا وهزم ثمانين شاعرًا في عصره، ولم يثبت منهم إلا الأخطل والفرزدق 

## شعر جرير
شاع أن جريرا من الذين «هجوا فوضعوا من قدر من هجوا» شأن زهير وطرفة والأعشى والنابغة.
لذلك لم يرفع بنو نمير رأساً بعد بيت جرير إلّا نكس بهذا البيت  وصنعت الأخبار في ما يجد خصمه من العناء والموت أحياناً  لنجاعة شعره وعميق أثره في الناس وجرت أشعاره مجرى الأحاجي  وتمثلوا بها في تصاريف حياتهم ووضعت فيها الأصوات ونسبت إلى آراء في المغنين ، وجعل رواية لأخبارهم،
ومورثهم الشعر ، واتصل بهم وسافر إليهم لينصت إلى ما وضعوا في أشعاره من أصوات ، ولذلك سارت أشعاره في كتب الأخبار والتاريخ وجرت فيها مصادر معرفة
وأقيسة في الإفتاء: أمر الحجاج بن يوسف (ت95هـ) بأن تضرب عنق سعيد بن جبير وقد نكث ببيعتين لأمير المؤمنين، وجعل مرجعه في هذا الأمر قول جرير:
وأعرض الخليفة المنصور (ت158هـ) عن الزواج بأخت هشام بن عمرو التغلبي، لبيت قاله جرير في بني تغلب:
قال: «فأخاف أن تلد لي ولدا فيعبر بهذا البيت.»
شاعت إذن الأخبار في شعر جرير وسيرته في الناس، وشاعت الأخبار التي تنزل جرير منزلة الناقد في تقدير مراتب الشعراء والحكم بينهم.
وشبهت منزلته من شعراء الإسلام بمنزلة الأعشى من شعراء الجاهلية، فهو أستاذهم 
لذلك أقر الراعي النميري (خصم جرير) بأن:
«الإنس والجن لو اجتمعت ما أغنوا فيه شيئا.»
ولذلك أيضا قال أبو مهدي الباهلي، وهو من علماء العرب:
«لا يزال الشعراء موقوفين يوم القيامة حتى يجيء جرير فيحكم بينهم.» 

### جرير يرثي زوجته
وهي من أعظم المراثي العربية:
ففي هذه الأبيات يظهر حزنه حين يرثي الشاعر زوجته المتوفاة. ويقع في أبياته بين صراع تفرضه عليه العادات والتقاليد، وبين آلامه وأحزانه ومحبته لزوجته. الأبيات تصور فقده زوجته، أم أولاده، وقد أصبح متقدماً في السن، فقد كبر وكاد أن يتحطم، فهو بعد وفاة زوجته أصبح مسؤولاً عن تربية أطفاله الصغار ورعايتهم، ثم ينتهي إلى التسليم
بأمر الله ثم يدعو لها أن ترعاها الملائكة، لأنها كانت زوجة وفية صالحة.

## تفوق جرير
1. قال أعرابي في مجلس الخليفة عبد الملك بن مروان وكان عنده جرير: «بيوت الشعر أربع (مدح وفخر وغزل وهجاء) وفي كلها غلب جرير.»
ففي الفخر قال:
إذا غضبت عليك بنو تميمحسبت الناس كلهم غضابا
وفي المدح قال:
ألستم خير من ركب المطاياوأندى العالمين بطون راح
وقوله في الغزل:
إن العيون التي في طرفها حورقتلننا ثم لم يحيين قتلانا
وفي الهجاء قوله:
فغض الطرف انك من نميرفلا كعبًا بلغت ولا كلابا
فبره جرير ناقة ومئة دينار وبره الخليفة مثلها.
2. وقالت العرب في المفاضلة بين جرير والفرزدق: 
| جرير | جرير يغرف من بحر والفرزدق ينحت في صخر | جرير |
وذلك دلالة على أن شعر جرير ذو طابع رقيق منساب، بينما كان شعر الفرزدق يتميز بالفخامة وكثرة التنقيح والتدبيج.
3. وقال الفرزدق في هذا الصدد: 
| جرير | ما أحوج جرير مع عفته إلى صلابة شعري، وأحوجني مع فجوري إلي رقة شعره | جرير |

## جريروالراعي النميري
تبادل جرير والفرزدق الهجاء لأكثر من أربعين سنة، وكان كثير من الشعراء ينزلق في هذه المناظرة مؤيداً شاعراً على الآخر، وهذا ما حدث للراعي النميري حيث انحاز إلى الفرزدق على حساب جرير حيث قال:
فلم يمهله جرير كثيراً بل أعد له في اليوم التالي قصيدة تتكون من 97 بيتاً من الشعر، فأتى سوق المربد بعد أن احتل الناس مراكزهم وأسرج ناقته عند مجلس الفرزدق والراعي النميري وألقى قصيدته، ويطلق عليها الدامغة وهذه بعض أبياتها:

## شعره
اتفق علماء الأدب وأئمة نقد الشعر على أنه لم يوجد في الشعراء الذين نشأوا في ملك الإسلام أبلغ من جرير والفرزدق والأخطل، وإنما اختلفوا في أيهم أشعر، ولكل هوى وميل في تقديمه صاحبه؛ فمن كان هواه في رقة النسيب، وجودة الغزل والتشبيب، وجمال اللفظ ولين الأسلوب، والتصرف في أغراض شتى فضّل جريراً، ومن مال إلى إجادة الفخر، وفخامة اللفظ، ودقة المسلك وصلابة الشعر، وقوّة أسره فضّل الفرزدق، ومن نظر بُعد بلاغة اللفظ، وحُسن الصوغ إلى إجادة المدح والإمعان في الهجاء واستهواه وصف الخمر واجتماع الندمان عليها، حكم للأخطل، وإن لجرير في كل باب من الشعر أبياتاً سائرة، هي الغاية التي يضرب بها المثل، ومن ذلك قوله في الفخر:
ومن قوله يمدح عمر بن عبد العزيز:
ومن قوله في التهكم:
وقوله في مدح عبد الملك بن مروان:
وقوله في هجاء الراعي النميري:
وقوله في الغزل:
وقوله في صدق النفس:

## بعض قصائد جرير
قصيدة بان الخليط

### المديح عند جرير
لقد أكثرَ جريرُ من المديح، وخصوصا لبني أمية، وكان مديحَهُ لهم يشيد بمجدهم التليدِ ويروي مآثرَهم ومكارمَهم، وإذا مدح الحجاج أو الأمويين بالغ في وصفهم بصفات الشرف وعلو المنزلة والسطوة وقوة البطش، ويلح إلحاحا شديداً في وصفهم بالجود والسخاء ليهز أريحيتهم، وقد يسرف في الاستجداء وما يعانيه من الفاقة، كما تكثر في أماديحه لهم الألفاظ الإسلامية والاقتباسات القرآنية.

### جرير مفاخرًا هاجيًا
عاصر الشاعر «عبيد الراعي» الشاعرين جريرًا والفرزدق، فقيل إن الراعي الشاعر كان يسأل عن هذين الشاعرين فيقول:
«الفرزدق أكبر منهما وأشعرهما.»
فمرة في الطريق رآه الشاعر جرير وطلب منه أن لا يدخل بينه وبين الفرزدق فوعده بذلك. لكن الراعي هذا لم يلبث أن عاد إلى تفضيل الفرزدق على جرير، فحدث أن رآه ثانية، فعاتبه فأخذ يعتذر إليه، وبينما هما على هذا الحال، إذ أقبل ابن الراعي وأبى أن يسمع اعتذار أبيه لجرير، حيث شتم ابن الراعي الشاعر جريرًا وأساء إليه.
كما أن الهجاء عند جرير شديد الصلة بالفخر، فهو إذا هجا افتخر، وجعل من الفخر وسيلة لإذلال خصمه.
أما موضوع فخره فنفسه وشاعريته، ثم قومه وإسلامه.
فإذا هجا الفرزدق اصطدم بأصل الفرزدق الذي هو أصله، فكلاهما من«تميم»، وإذا هجا الأخطل فخر بإسلامه ومضريته، وفي مضر النبوة والخلافة:

### غزل جرير
لم يكن غزل جرير فنا مستقلا في شعره، فقد مزج فيه أسلوب الغزل الجاهلي بأسلوب الغزل العذري. فهو يصف المرأة ويتغزل بها، ثم يتنقل من ذلك إلي التعبير عن دواخل نفسه، فيصور لنا لوعته وألمه وحرمانه، كما يحاول رصد لجات نفسه فيقول:

### رثاء خاص
هذا وقد رثي جرير نفسه حين رثي خصمه الفرزدق وحاول أن يقول فيه كلمة حلوة في أواخر عمره، ومما قال:

## أسلوب جرير
يتميز أسلوبه بسهولة الألفاظ وهي ظاهرة في جميع شعره، وبها يختلف عن منافسيه الفرزدق والأخطل اللذين كانت ألفاظهما أميل إلى الغرابة والتوعر والخشونة، وقد أوتي جرير موهبة شعرية ثربة، وحسا موسيقيا، ظهر أثرهما في هذه الموسيقى العذبة التي تشيع في شعره كله، وكان له من طبعه الفياض خير معين للإتيان بالتراكيب السهلة التي لا تعقيد فيها ولا التواء، فكأنك تقرأ نثراً لا شعراً.
إن اعتماد جرير على الطبع وانسياقه مع فطرته الشعرية من الأمور التي أدت أيضا إلى سهولة شعره وسلاسة أسلوبه ورقة ألفاظه، إذ كان لشعره موسيقى تطرب لها النفس، ويهتز لها حس العربي الذي يعجب بجمال الصيغة والشكل، ويؤخذ بأناقة التعبير وحلاوة الجرس أكثر مما يؤخذ بعمق الفكرة والغوص في المعاني.
ولهذا أبدع جرير في أبواب الشعر التي تلائمها الرقة والعذوبة، كالنسيب والرثاء.
وكان لحياة جرير البدوية أثرها الكبير في شعره، كما كان لها أثرها في نفسه، فتأثير النشأة البدوية واضح من جزالة ألفاظه ورقتها وسهولتها. إلا أن شعر جرير لم يخلص لأثر البادية وحدها، فقد كان للقرآن الكريم أثره في شعره، إذ لطف فيه من طابع البداوة، وكان له أثره في رقة ألفاظه وسهولة أسلوبه، كما كان له أثر في معانيه وأفكاره، كما أن جرير لا يكثر من الصور البيانية في قصائده، ففي شعره يظهر الأسلوب البدوي، وهو قريب التناول جميل التعبير.

### خصائص أشعار جرير
يتميز شعره بملامح فنية أبرزها أنه في شعره يجول في ساحات واسعة الأرجاء، متعددة الجوانب، فقد طرق أكثر الأغراض الشعرية المعروفة وأجاد فيها، وأعانته على ذلك طبيعته الخاصة المواتية. وكانت معاني الشاعر جرير في شعره فطرية، كما أن الصور والأخيلة جاءت متصلة بالبادية التي ارتبطت بها حياته أشد الارتباط. ولجرير بعد ذلك قدرته على انتقاء اللفظ الجزل، ومتانة النسج، وحلاوة العبارة، والجرس الموسيقي المؤثر، وخاصة في غزله حيث العاطفة الصادقة التي تتألم وتتنفس في تعبير رقيق لين.

## وصلات خارجية
- ديوان جرير كاملا في بوابة الشعراء